# The Up in Smoke Tour
The Up in Smoke Tour (englisch „to go up in smoke“ – „sich in Rauch auflösen“) ist ein Videoalbum der US-amerikanischen Rapper Dr. Dre, Snoop Dogg, Ice Cube und Eminem. Es wurde am 5. Dezember 2000 über Dr. Dres Label Aftermath Entertainment und Eagle Vision veröffentlicht. Von der FSK ist das Album ab 16 Jahren freigegeben.

## Hintergrund
Vom 15. Juni bis 20. August 2000 gingen die Rapper Dr. Dre, Snoop Dogg, Ice Cube und Eminem auf Up in Smoke Tour, um ihre aktuellen Alben 2001, Tha Last Meal, War & Peace, Vol. 2 und The Marshall Mathers LP vorzustellen. Die Tour umfasste 44 Konzerte, von denen der Großteil in verschiedenen Städten der Vereinigten Staaten und zwei in Kanada stattfanden. Am 20. Juli 2000 fand ein Auftritt im DCU Center in Worcester, Massachusetts statt. Dieses Konzert wurde gefilmt und anschließend als Videoalbum veröffentlicht.

## Inhalt
Das Album ist in drei Auftritte eingeteilt. Der erste stammt von Ice Cube und umfasst zehn Titel. Anschließend betreten Eminem und Proof die Bühne und interpretieren sechs Lieder. Den Abschluss bilden 23 Songs von Dr. Dre und Snoop Dogg. Außerdem ist exklusives Backstage-Material auf dem Album enthalten.
Mehrere Titel des Konzerts sind Tribut-Lieder an verstorbene Künstler, wie Tupac Shakur, The Notorious B.I.G., Eazy-E, Roger Troutman und Big Pun.

## Covergestaltung
Das Albumcover zeigt die Gesichter von Ice Cube, Dr. Dre, Snoop Dogg und Eminem von links nach rechts, rund um ein grünes Marihuana-Blatt. Darunter stehen die Schriftzüge The Up in Smoke Tour, Featuring und Dr. Dre Snoop Dogg Eminem Ice Cube in Weiß beziehungsweise Schwarz. Am unteren Bildrand sind rote Totenköpfe und Feuer zu sehen. Der Hintergrund ist komplett schwarz gehalten.

## Gastbeiträge
Neben den vier Hauptakteuren haben verschiedene Künstler Gastauftritte bei dem Konzert. So wird Ice Cube beim Song Hello von MC Ren unterstützt und auf You Can Do It tritt Ms. Toi in Erscheinung. Außerdem ist die Gruppe Westside Connection auf dem Album vertreten. Eminem tritt mit seinem Backup-Rapper Proof auf und holt bei Under the Influence seine Rapgruppe D12 mit auf die Bühne. Beim Auftritt von Dr. Dre und Snoop Dogg kollaborieren diese mit Kurupt und Nate Dogg im Lied The Next Episode. Letzterer ist außerdem neben Xzibit bei Bitch Please zu hören, wobei dieser einen weiteren Gastbeitrag in What’s the Difference gemeinsam mit Eminem hat. Eminem unterstützt Dr. Dre auch beim Track Forgot About Dre. Des Weiteren ist der Rapper Devin the Dude auf den Liedern Bust One on Ya und Fuck You zu hören, während Let Me Ride (Extended Version) von Truth Hurts gesungen wird.

## Titelliste
| Auftritt von Ice Cube 1. Hello (feat. MC Ren) 2. You Can Do It (feat. Ms. Toi) 3. The Gutter Shit 4. The Pledge (Insert) from Westside Connection 5. Whoa! (Ice Cube Freestyle) 6. Hoo-Bangin’ (WSCG Style) 7. Amerikka’s Most Wanted 8. The Nigga Ya Love to Hate 9. Cube’s Freestyle 10. We Be Clubbin’ Auftritt von Eminem und Proof 1. Kill You 2. Dead Wrong 3. Under the Influence (feat. D12) 4. Marshall Mathers 5. Criminal 6. The Real Slim Shady | Auftritt von Dr. Dre und Snoop Dogg 1. Go Away 2. Light Speed 3. Bitch Niggaz 4. Wrong Idea 5. The Next Episode (feat. Kurupt und Nate Dogg) 6. Who Am I? (What’s My Name?) 7. Nuthin’ but a ‘G’ Thang 8. Bitch Please (feat. Xzibit und Nate Dogg) 9. What’s the Difference (feat. Xzibit und Eminem) 10. Forgot About Dre (feat. Eminem) 11. Boyz n the Hood (Eazy-E-Tribut) 12. Still Not a Player (Big-Pun-Tribut) 13. One More Chance / Stay with Me (Remix) (The-Notorious-B.I.G.-Tribut) 14. More Bounce to the Ounce (Roger-Troutman-Tribut) 15. Hail Mary (Makaveli-Tribut) 16. California Love (Tupac-Shakur-Tribut) 17. 2 of Amerikaz Most Wanted (Tupac-Shakur-Tribut) 18. Housewife 19. Let’s Get High 20. Bust One on Ya (Devin the Dude) 21. Fuck You (feat. Devin the Dude) 22. Let Me Ride (Extended Version) (Truth Hurts) 23. Still D.R.E. |

## Kommerzieller Erfolg
| Professionelle Bewertungen | Professionelle Bewertungen |
| -------------------------- | -------------------------- |
| Kritiken                   |                            |
| Quelle                     | Bewertung                  |
| allmusic                   | [ 2 ]                      |

The Up in Smoke Tour stieg auf Platz 1 in die US-amerikanischen DVD-Charts ein und wurde dort für mehr als 600.000 verkaufte Exemplare mit sechsfach Platin ausgezeichnet. Im Vereinigten Königreich erhielt es für über 150.000 verkaufte Einheiten dreifach Platin. Auch in Deutschland verkaufte es sich mehr als 25.000 Mal und bekam eine Goldene Schallplatte. Die weltweiten Verkäufe des Videoalbums belaufen sich auf mehr als 925.000.

| Land/Region                  | Auszeichnungen für Musikverkäufe (Land/Region, Auszeichnung, Verkäufe) | Verkäufe |
| ---------------------------- | ---------------------------------------------------------------------- | -------- |
| Australien (ARIA)            | 7× Platin                                                              | 105.000  |
| Deutschland (BVMI)           | Gold                                                                   | 25.000   |
| Frankreich (SNEP)            | 2× Platin                                                              | 30.000   |
| Neuseeland (RMNZ)            | 3× Platin                                                              | 15.000   |
| Vereinigte Staaten (RIAA)    | 6× Platin                                                              | 600.000  |
| Vereinigtes Königreich (BPI) | 3× Platin                                                              | 150.000  |
| Insgesamt                    | 1× Gold · 21× Platin ·                                                 | 925.000  |

Hauptartikel: Eminem/Auszeichnungen für Musikverkäufe